# Pelomys fallax
Pelomys fallax  (Peters, 1852) è un roditore della famiglia dei Muridi diffuso nell'Africa centrale.

## Descrizione

### Dimensioni
Roditore di medie dimensioni, con la lunghezza della testa e del corpo tra 125 e 174 mm, la lunghezza della coda tra 109 e 156 mm, la lunghezza del piede tra 27 e 35 mm, la lunghezza delle orecchie tra 15 e 22 mm, la lunghezza del piede tra 27 e 35 mm e un peso fino a 151 g.

### Aspetto
La pelliccia è lucida, spesso con iridescenze bruno-verdastre od olivastre. Le parti superiori variano dal bruno-rossiccio al fulvo-giallastro, cosparse di peli nerastri e con dei riflessi azzurro-verdastri. Sulla parte posteriore della schiena il colore è più intenso. Talvolta è presente una striscia dorsale nerastra che si estende lungo la schiena. Le parti ventrali sono solitamente giallastre sul petto e biancastre sull'addome. Le orecchie sono cosparse di peli rossicci. La coda è lunga quanto la testa ed il corpo, è nerastra sopra e bianca sotto.

## Biologia

### Comportamento
È una specie terricola, principalmente notturna e una discreta nuotatrice. Costruisce cunicoli e tane in terreni asciutti vicino a zone umide.

### Alimentazione
Si nutre di germogli di alcune specie di canne ed altra vegetazione di palude, di steli d'erba e di semi.

### Riproduzione
Le nascite avvengono durante tutto l'anno nella parte più settentrionale dell'areale mentre da agosto ad aprile in Botswana e Zimbabwe. Le femmine danno alla luce 4-7 piccoli alla volta.

## Distribuzione e habitat
Questa specie è diffusa nell'Africa centrale.
Vive nelle savane con copertura permanente d'erba o arbusti. Nelle regioni più secche è confinata in aree paludose. Si trova anche in zone coltivate.

## Tassonomia
Sono state riconosciute 8 sottospecie:
- P.f.fallax: Mozambico centrale;
- P.f.concolor (Heller, 1912): Uganda meridionale, Repubblica Democratica del Congo nord-orientale, Burundi, Ruanda;
- P.f.frater (Thomas, 1904): Angola e Zambia settentrionali, Repubblica Democratica del Congo meridionale;
- P.f.insignatus (Osgood, 1910): Malawi settentrionale e Tanzania sud-occidentale;
- P.f.iridescens (Heller, 1912): Kenya meridionale e Tanzania nord-orientale e centrale;
- P.f.lululae (Matschie, 1926): Repubblica Democratica del Congo;
- P.f.rhodesiae (Roberts, 1929): Zimbabwe centrale e nord-occidentale, Zambia meridionale, Botswana settentrionale e Namibia nord-orientale;
- P.f.vumbae (Roberts, 1946): Zimbabwe orientale, Malawi meridionale e Mozambico nord-occidentale.

## Conservazione
La IUCN Red List, considerato il vasto areale, la popolazione numerosa e la tolleranza alle modifiche ambientali, classifica P.fallax come specie a rischio minimo (Least Concern).